# بنتلی تیپ آر
بنتلی تیپ آر (به انگلیسی: Bentley R Type) دومین مدل خودروهای بنتلی است که پس از جنگ جهانی دوم ساخته شد. خودرویی است که در سال‌های ۱۹۵۲ تا ۱۹۵۵ شمار ۲٫۳۲۳ دستگاه از آن، توسط شرکت بنتلی در بریتانیا تولید شد. این خودرو پس از مدل بنتلی مارک پنج به بازار عرضه شد.
بنتلی تایپ R یکی از مشهورترین ماشین‌هایی است که توسط مولینر ساخته شد.